# Мёнье, Тома
Тома́ Андре́ Мёнье́ (фр. Thomas André Meunier; род. 12 сентября 1991[…], Сент-Од, Валлония) — бельгийский футболист, защитник французского клуба «Лилль» и национальной сборной Бельгии. Участник двух чемпионатов Европы (2016 и 2020) и двух чемпионатов мира (2018 и 2022).

## Клубная карьера
Мёнье родился в коммуне Сент-Од, в провинции Люксембург. Начал заниматься футболом в местном клубе «Сент-Од». На молодёжном уровне также играл в клубах «Живри», «Стандард» и «Виртон».

### «Виртон»
В 2009 году Мёнье перешёл в первый состав «Виртона». В сезоне 2009/10 сыграл 16 матчей и забил 5 голов во всех соревнованиях. Сезон 2010/11 оказался для него прорывом. 22 августа 2010 года он забил гол в матче против «Визе». 2 октября 2010 года он сделал дубль в матче против «Льежа», а через семь дней, 9 октября, сделал ещё один дубль в матче против «Спортинг Хассельт». Затем он забил два гола в двух матчах против «Ла-Лувьера» и «КСКЛ Тернат». В сезоне 2010/11 Мёнье быстро произвёл впечатление на команду, сыграв 29 матчей и забив 11 голов во всех соревнованиях. В общей сложности, сыграл в клубе 52 матча и забил 15 голов.

### «Брюгге»

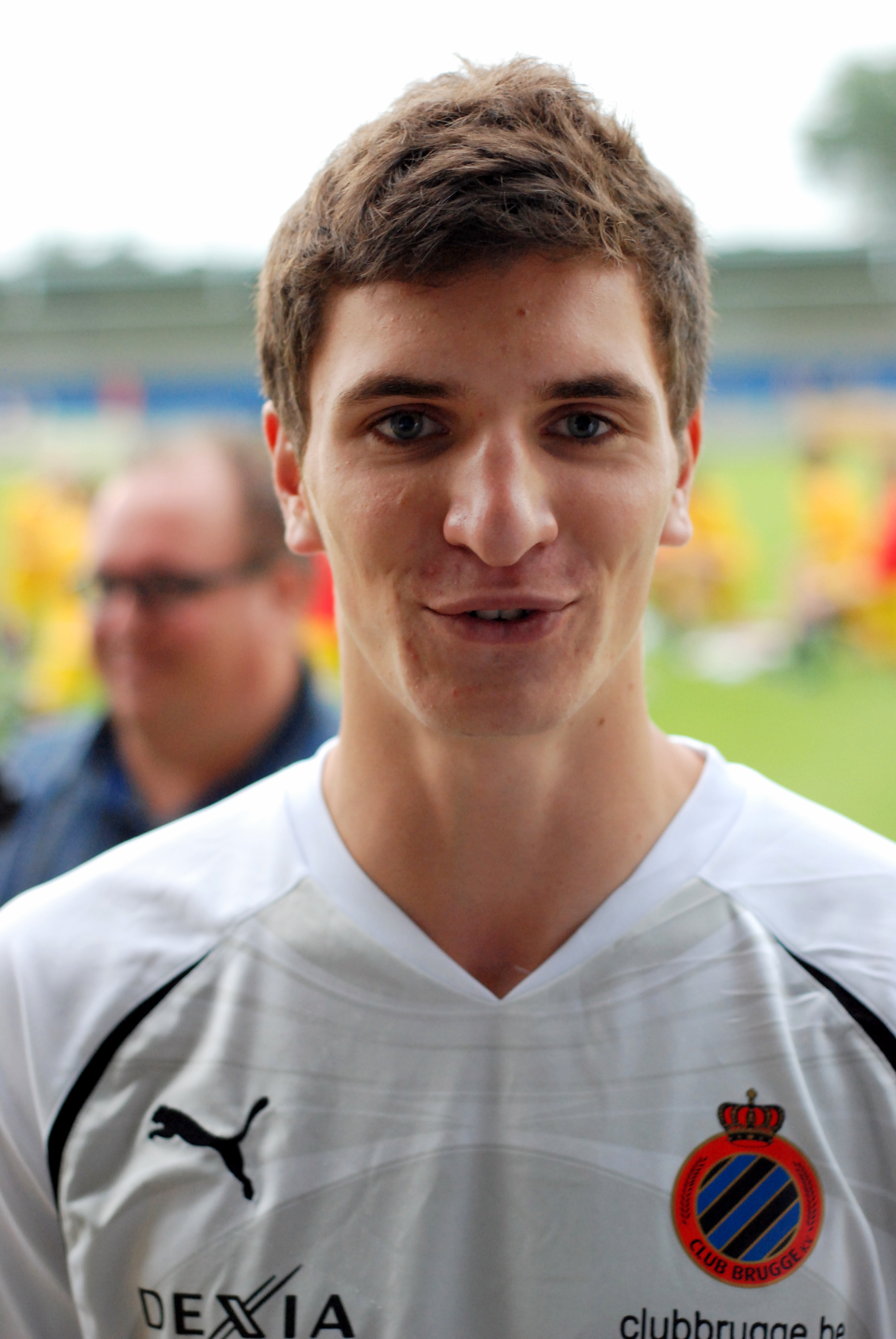
Мёнье в Брюгге в 2011 году

В январе 2011 года подписал контракт с «Брюгге», согласно которому Мёнье должен был присоединиться к клубу летом. Несколькими днями ранее «Брюгге» упустил возможность подписать Йелле Ван Дамме и Далибора Веселиновича. В связи с этим клуб решил перестраховаться, подписав Мёнье заблаговременно. Тем самым «Брюгге» выиграл конкуренцию у других бельгийских клубов, которые были заинтересованы в приобретении Мёнье, в частности, «Андерлехт», «Стандард», «Сент-Трюйден» и «Зюлте-Варегем». 31 июля 2011 года «Брюгге» провёл свой первый матч в сезоне 2011/12 против «Вестерло». Мёнье дебютировал в этом матче и сыграл 20 минут. 21 сентября 2011 года он забил свой первый гол за клуб в матче против «Дессель Спорт». Затем он забил три гола в пяти матчах во всех соревнованиях с 16 октября по 3 ноября против «Гента», «Генка» и «Бирмингем Сити». Вскоре он продлил контракт с клубом до 2016 года. Несмотря на травмы, Мёнье завершил первый сезон в «Брюгге», сыграв 49 матчей и забив 5 голов во всех соревнованиях. В тот момент Мёнье играл в основном на позициях форварда или правого вингера. Позже тренеры Жорж Лекенс и Хуан Карлос Гарридо переквалифицировали его в правого защитника из-за нехватки игроков на этой позиции после травм Тома Хёгли и Дэви Де Фаува. Мёнье быстро зарекомендовал себя в клубе и закрепился в стартовом составе.
Сезон 2012/13 Мёнье начал хорошо, забив гол в первых четырёх матчах лиги против «Ваасланд-Беверен», «Шарлеруа», «Мехелен» и «Беерсхот». Но потом, в конце августа Мёнье повредил лодыжку и выбыл из строя до декабря. В конце января он снова получил травму и выбыл до марта. Вернувшись на поле после травмы, Мёнье вернул себе место в основном составе, где до конца сезона играл на позиции правого защитника. По итогам сезона 2012/13 Мёнье сыграл 28 матчей и забил 4 гола во всех соревнованиях.
В начале сезона 2013/14 Мёнье выбыл до сентября после операции из-за травмы паха. Вернувшись после травмы, Мёнье быстро вернулся в основу, вернув себе место на фланге обороны, и помог команде сыграть «на ноль» в четырёх матчах кряду с 14 сентября по 5 октября. 18 февраля 2014 года он забил свой первый гол за клуб в новом сезоне в матче против «Ауд-Хеверле Лёвен». 4 мая 2014 года в матче против «Андерлехта» Мёнье забил автогол, в результате чего они проиграли 0:1 и потеряли шансы на титул.
С самого начала сезона 2014/15 Мёнье появлялся в каждом матче на позиции правого защитника, пока в начале декабря не получил травму. Вернувшись после травмы, 14 декабря он забил гол в матче против льежского «Стандарда». В январе 2015 года он подписал новый контракт с клубом до 2019 года. 20 января 2015 года он сделал хет-трик из голевых передач в матче против «Мехелена» и вывел «Брюгге» в полуфинал Кубка Бельгии. Ближе к концу сезона Мёнье получил две травмы. Тем не менее, он сыграл в финале Кубка Бельгии 2015 против «Андерлехта», который закончился победой «Брюгге» 2:1, что позволило клубу выиграть свой первый Кубок страны впервые с 2007 года. По итогам сезона Мёнье был удостоен награды «Футболист года».
В преддверии сезона 2015/16 Мёнье связывали с уходом из клуба, и предполагалось, что он покинет клуб летом. Однако он получил травму колена во время пребывания в сборной и выбыл на два месяца. 30 августа 2015 года он вернулся в основную команду после травмы, выйдя на замену в конце матча против «Стандарда». 1 октября 2015 года Мёнье забил гол в матче Лиги Европы УЕФА против «Мидтьюлланна». 5 ноября 2015 года он снова забил в матче Лиги Европы УЕФА против варшавской «Легии». 30 ноября 2015 года Мёнье впервые стал капитаном «Брюгге» в матче против «Мехелена». Ближе к концу сезона он забил два гола в ворота «Генка» и «Гента» и помог клубу выиграть чемпионат Бельгии. В течение летнего трансферного окна 2016 года Мёнье был трансферной целью для нескольких клубов. Несмотря на его заявление о том, что он намеревался остаться в «Брюгге», Мёнье продолжал оставаться целью многих ведущих клубов.

### «Пари Сен-Жермен»
3 июля 2016 года перешёл в «Пари Сен-Жермен» за 7 миллионов евро. Контракт подписан до 2020 года. Перед трансфером Мёнье признался, что сомневался в переходе в ПСЖ, сославшись на возможную нехватку игрового времени. 6 августа 2016 года Мёнье дебютировал за ПСЖ, заменив Давида Луиза на 76-й минуте Суперкубка Франции 2016. 28 августа 2016 года он дебютировал за клуб в Лиге 1 и сыграл 28 минут в матче против «Монако». Он на протяжении всего сезона конкурировал с Сержем Орье, и благодаря хорошей игре ивуарийца Мёнье часто появлялся на скамейке запасных. После травмы колена в конце сентября Мёнье вернулся в основную команду и 1 октября 2016 года сыграл на позиции правого защитника и забил гол в домашнем матче против «Бордо». 1 ноября 2016 года в матче Лиги чемпионов УЕФА Мёнье ассистировал Блезу Матюиди на первый гол и забил победный гол, на 90-й минуте ошеломляющим ударом, что позволило ПСЖ одержать выездную победу над «Базелем» 2:1. Ближе к концу сезона Мёнье продолжал бороться за место в старте с Орье. Мёнье не играл в обоих финалах кубков, он был на скамейке запасных в финале кубка французской лиги и пропустил финал Кубка Франции из-за полученной незадолго травмы.
Во время летнего трансферного окна 2017 года Мёнье был предметом запроса на трансфер, когда «Челси» пытался подписать его в крайний день трансферного окна, но их предложение было отклонено ПСЖ. Первый матч в новом сезоне 2017/18 Мёнье провёл против «Монако» в рамках Суперкубка Франции 2017. После ухода Орье в «Тоттенхэм» ему всё равно приходилось бороться за позицию правого защитника из-за прихода в клуб Дани Алвеса. 25 августа 2017 года Мёнье впервые в новом сезоне сыграл в чемпионате, заменив Дани Алвеса, а затем соорудил гол Эдинсону Кавани в матче против «Сент-Этьена». 30 сентября 2017 года он забил свой первый гол в сезоне в матче против «Бордо». 14 октября 2017 года Мёнье сделал первый дубль за ПСЖ в матче против «Дижона». В период с конца октября по середину декабря он дважды играл в лиге, несмотря на то, что получил травму, играя за национальную команду. К концу сезона 2017/18 он вернул себе позицию правого защитника по количеству матчей, когда Алвес отсутствовал в основной команде из-за травмы и дисквалификации. 8 мая 2018 года он вместе с командой завоевал Кубок Франции, где ПСЖ выиграл 2:0 у «Ле-Эрбье».
18 сентября 2018 года Мёнье забил гол в матче против «Ливерпуля» на групповом этапе Лиги чемпионов УЕФА 2018/19. 6 марта 2019 года он вышел на замену в проигранном матче 1/8 финала Лиги чемпионов против «Манчестер Юнайтед» 1:3, в котором «Пари Сен-Жермен» выбыл из Лиги чемпионов по правилу выездного гола.
18 сентября 2019 года на групповом этапе Лиги чемпионов УЕФА 2019/20 он забил гол в матче против «Реала».

### «Боруссия Дортмунд»
25 июня 2020 года перешёл в дортмундскую «Боруссию», подписав контракт до 2024 года.

### «Трабзонспор»
7 февраля 2024 года стал игроком турецкого «Трабзонспора».

## Международная карьера
В сентябре 2011 года Мёнье был вызван в молодёжную сборную Бельгии для участия в матче отборочного турнира Чемпионата Европы-2013 среди молодёжных команд против сверстников из молодёжной сборной Азербайджана. В этом матче Мёнье забил свой первый гол на международном уровне. 

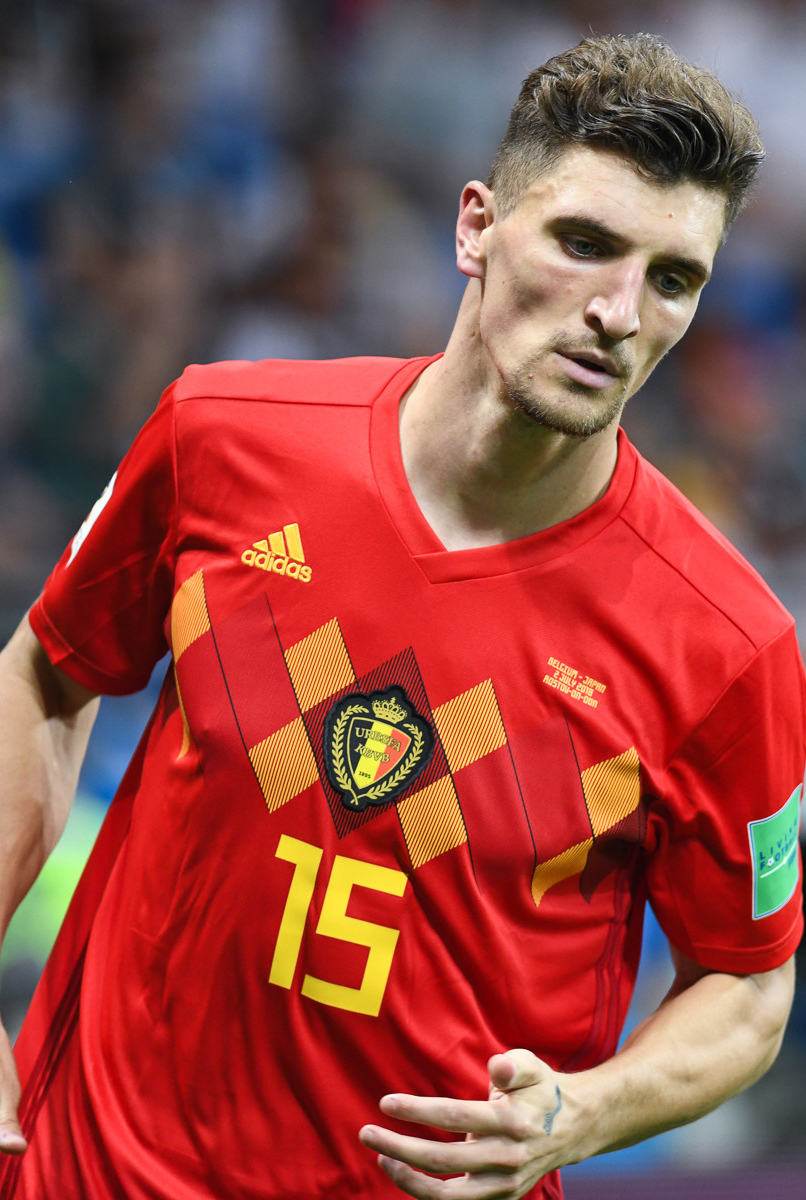
Мёнье в составе сборной Бельгии на чемпионате мира 2018 года в России

14 ноября 2013 года дебютировал в национальной сборной Бельгии в товарищеском матче против сборной Колумбии, который прошёл в рамках подготовки к ЧМ-2014 в Бразилии. Также Мёнье сыграл в двух товарищеских матчах против сборной Японии (2:3) и сборной Исландии (3:1).
Пропустив чемпионат мира 2014, Мёнье был вызван в ноябре 2014 года и 12 ноября впервые почти за год появился в составе сборной в матче против Исландии.
После вызова в состав на Чемпионат Европы 2016 Мёнье отыграл все 90 минут на групповом этапе и помог забить гол Акселю Витселю в матче против Ирландии. Он также помог своей команде сыграть ещё один сухой матч против Швеции четыре дня спустя.
31 августа 2017 года сделал хет-трик в ворота Гибралтара (9:0) в отборочном матче чемпионата мира 2018 года. Всего в отборочном турнире забил 5 мячей. На чемпионате мира 2018 года был основным игроком сборной. 14 июля забил забил гол в ворота сборной Англии в матче за третье место (2:0). 
Вошёл в состав сборной Бельгии на чемпионате Европы 2020. В первом матче групповой стадии забил гол в Санкт-Петербурге в ворота сборной России.

## Стиль игры
Отличается универсальной техникой. Кроме своей позиции может сыграть и в нападении, и на обоих флангах полузащиты. Обладает хорошей стартовой и дистанционной скоростью. Любит подключаться к атакам, умеет комбинировать в короткий пас и подавать от лицевой соперника после сольного рейда. Успевает возвращаться назад, нередко закрывает всю бровку.

## Достижения
«Брюгге»
- Обладатель Кубка Бельгии: 2014/15

«Пари Сен-Жермен»
- Чемпион Франции (3): 2017/18, 2018/19, 2019/20
- Обладатель Кубка Франции (2): 2016/17, 2017/18
- Обладатель Кубка французской лиги по футболу (2): 2016/17, 2017/18
- Обладатель Суперкубка Франции (3): 2016, 2017, 2019

«Боруссия Дортмунд»
- Обладатель Кубка Германии: 2020/21

## Скандал
Мёнье становился предметом критики и ожесточённых дискуссий со стороны поклонников «Брюгге» после того, как местная газета «Het Nieuwsblad» выпустила репортаж о том, что он, будучи ребёнком, болел за «Андерлехт» — принципиального соперника «чёрно-синих». Сам Мёнье утверждал, что никогда публично не заявлял о своём пристрастии к «Андерлехту».